# Amblylakis
Amblylakis is een geslacht van rechtvleugeligen uit de familie sabelsprinkhanen (Tettigoniidae). De wetenschappelijke naam van dit geslacht is voor het eerst geldig gepubliceerd in 1891 door Redtenbacher.

## Soorten
Het geslacht Amblylakis omvat de volgende soorten:
- Amblylakis inermis Redtenbacher, 1891
- Amblylakis leprosipes Saussure, 1899
- Amblylakis nigrolimbata Redtenbacher, 1891